# Ngã sáu Nguyễn Tri Phương
Ngã sáu Nguyễn Tri Phương (tên cũ: Ngã sáu Minh Mạng, Ngã sáu Chợ Lớn) là bùng binh giữa Quận 5 và Quận 10 Thành phố Hồ Chí Minh, Việt Nam. 

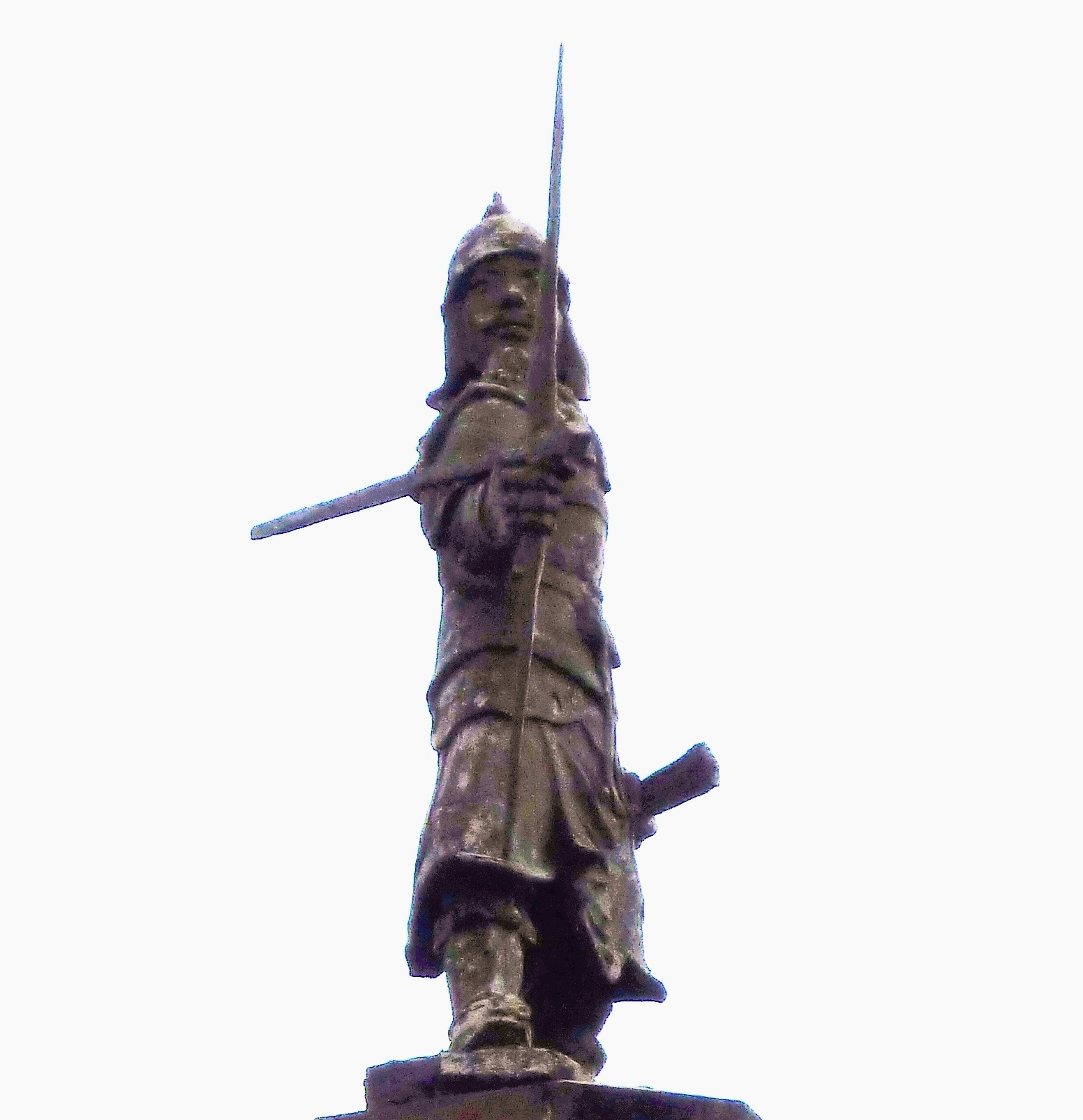
Cận cảnh tượng An Dương Vương

Ngã sáu là nơi giao nhau của ba đường lớn là Nguyễn Tri Phương, Ngô Gia Tự và Nguyễn Chí Thanh, tạo nên sáu ngã rẽ, nằm ở ranh giới Quận 5 với Quận 10. Nơi này còn có tên cũ là Ngã sáu Minh Mạng vì đường Ngô Gia Tự trước năm 1975 có tên là đường Minh Mạng. Phần lõi (đảo giao thông) có một cột cao kiểu thức cột Corinth, toàn bộ quét màu trắng. Bệ cột này trước 1975 có khắc: "Kỷ niệm Quốc khánh 1.11.1966". Trên đỉnh cột có bức tượng An Dương Vương tay cầm nỏ. Công trình do Binh chủng Công binh Việt Nam Cộng hòa thực hiện vì họ xem An Dương Vương là "thánh tổ" của lực lượng.
Ngã sáu Nguyễn Tri Phương là nơi lưu lượng phương tiện tham gia giao thông đông đúc. Nhà chức trách đã có kế hoạch xây cầu vượt bằng thép tại đây trong giai đoạn 2018-2020 nhưng sẽ phải phá dỡ tượng đài An Dương Vương.